# Eparchia czernihowska (Patriarchat Konstantynopolitański)
Eparchia czernihowska – jedna z eparchii wchodzących w skład prawosławnej metropolii kijowskiej Patriarchatu Konstantynopolitańskiego. Funkcjonowała od końca X lub I poł. XI wieku do XV w., gdy została włączona do eparchii smoleńskiej.
Eparchia czernihowska powstała przed 1063, być może już w 991, jako jedna z eparchii wchodzących w skład prawosławnej metropolii kijowskiej. Według tradycji jej pierwszym ordynariuszem był Neofit, przybyły na Ruś razem z pierwszym metropolitą kijowskim Michałem. Katedra czernihowska zajmowała honorowe trzecie miejsce w hierarchii biskupów na terenie Rusi. Od połowy XI w. każdorazowo nosili godność metropolitów. Początkowo eparchia nosiła nazwę czernihowskiej i riazańskiej i obejmowała tereny współczesnych obwodów czernihowskiego, orłowskiego, kałuskiego, tulskiego, kurskiego, riazańskiego, włodzimierskiego, moskiewskiego, częściowo także mohylewskiego i smoleńskiego. W miarę powstawania kolejnych eparchii na ziemiach ruskich (smoleńskiej w 1137, riazańskiej w 1118 i włodzimierskiej w 1214) terytorium to zmniejszało się, zaś eparchia zmieniła nazwę na czernihowską, zaś w XIV w. na czernihowską i briańską. W XVI w. tereny administratury znalazły się pod jurysdykcją biskupów smoleńskich.
Do tradycji eparchii czernihowskiej Patriarchatu Konstantynopolitańskiego nawiązują eparchia czernihowska Ukraińskiego Kościoła Prawosławnego Patriarchatu Moskiewskiego oraz eparchia czernihowska Kościoła Prawosławnego Ukrainy.